# Fabrice Muamba
Fabrice Ndala Muamba (* 6. dubna 1988, Kinshasa, Zair) je bývalý anglický fotbalista, který hrál jako záložník. Narodil se v Zairu a v 11 letech se přestěhoval do Anglie. Nastupoval za mládežnické reprezentace své země, včetně reprezentace do 21 let.
Hrál za anglické kluby jako Arsenal, Birmingham City nebo Bolton Wanderers.
V březnu 2012 utrpěl Muamba srdeční zástavu během zápasu FA Cupu mezi Boltonem W. a Tottenhamem Hotspur, ze které se zotavil, přestože se mu srdce na 78 minut zastavilo. Na základě lékařské rady v srpnu 2012 oznámil konec kariéry. Později dokončil studium sportovní žurnalistiky a stal se trenérem mládeže.